# Ricardo Rodríguez
Ricardo Iván Rodríguez Araya (Zürich, 25. kolovoza 1992.), švicarski je nogometaš koji igra na poziciji lijevog beka. Trenutačno igra za Real Betis.

## Klupska karijera

### FC Zürich
Ricardo Rodríguez je nogometnu karijeru započeo u FC Zürichu. Godine 2009. postao je član seniorskog tima FC Zürich.

### VfL Wolfsburg
Dana 13. siječnja 2012. godine prešao je u redove njemačkog prvoligaša VfL Wolfsburga.
Prvi službeni nastup za VfL Wolfsburg imao je u utakmici Bundeslige protiv 1. FC Kölna.

## Reprezentativna karijera
Godine 2009. bio je član švicarske reprezentacije do 17 godina koja je osvojila Svjetsko prvenstvo 2009. Dana 7. listopada 2011. godine debitirao je za švicarsku A selekciju protiv Walesa. Švicarski nogometni izbornik objavio je u svibnju 2016. popis za nastup na Europskom prvenstvu u Francuskoj, na kojem se nalazio Rodríguez.

## Priznanja
- Svjetsko prvenstvo do 17 godina: 2009.

## Vanjske poveznice
- Profile